# Mojżesz Frostig
Mojżesz Frostig też Mozes Frostig (jid. משה פראסטיג; ur. 1887 w Żółkwi, zm. 1928 w San Remo) – prawnik, dziennikarz, syjonista i poseł na Sejm I kadencji.

## Życiorys
Urodził się w Żółkwi, z której wyjechał dla odbycia studiów prawniczych. W latach 1914–1918 przebywał w Wielkiej Brytanii, gdzie jako obywatel Austro-Węgier był internowany. Był redaktorem naczelnym lwowskich czasopism Lemberger Togblat (w latach 1909-1926) i Lemberger Morgen. Był także publicystą Chwili. Był działaczem Organizacji Syjonistycznej - od 1910 był członkiem egzekutywy i rady partyjnej we Lwowie. Zajmował stanowisko opozycyjne wobec Organizacji Syjonistycznej Małopolski Wschodniej. W latach 1922–1927 sprawował mandat posła na Sejm I kadencji.